# Leptotarsus imperatorius
Leptotarsus imperatorius är en tvåvingeart som först beskrevs av John Obadiah Westwood 1876.  Leptotarsus imperatorius ingår i släktet Leptotarsus och familjen storharkrankar. Inga underarter finns listade i Catalogue of Life.